# Luis Esqueda
Luis Ricardo Esqueda Ornelas (nació el 25 de febrero de 1981 en Aguascalientes, Aguascalientes), es un exfutbolista mexicano que se desempeñaba como lateral por izquierda o mediocampista.

## Trayectoria
Debutó en la Primera División de México con los Tuzos del Pachuca en la Temporada 2001-2002.
En la Temporada 2004-2005 fue registrado con Pachuca Juniors. Cuando los Tucitos fueron traslados a Ciudad Juárez para crear a los Indios de Ciudad Juárez, Esqueda integró el primer plantel del cuadro fronterizo. Con los Indios ganó el Apertura 2007 y la Final de Ascenso 2007-08, llegando al Máximo circuito de cara al Apertura 2008.
Fue fichado por Jaguares de Chiapas para el Apertura 2010.
Jugó con los Gallos Blancos del Querétaro la Temporada 2013-2014; fue al Club Puebla al siguiente año. El Apertura 2015 no jugó. Para el Clausura 2016 reportó con Querétaro. Con los Gallos Blancos conquistó la Copa México Apertura 2016 al vencer a Guadalajara  y la Supercopa de México 2016-17  al derrotar al Club América.

### Clubes
| Club                | País   | Año       | Partidos | Goles |
| ------------------- | ------ | --------- | -------- | ----- |
| Pachuca             | México | 2001-2005 | 26       | 0     |
| Pachuca Juniors     | México | 2004-2005 | 26       | 2     |
| Indios              | México | 2005-2010 | 148      | 17    |
| Jaguares de Chiapas | México | 2010-2013 | 88       | 5     |
| Querétaro           | México | 2013-2014 | 20       | 0     |
| Club Puebla         | México | 2014-2015 | 27       | 0     |
| Querétaro           | México | 2016-2017 | 20       | 1     |

## Palmarés

### Campeonatos nacionales
| Título                      | Club        | País   |
| --------------------------- | ----------- | ------ |
| Invierno 2001               | Pachuca     | México |
| Apertura 2003               | Pachuca     | México |
| Apertura 2007               | Indios      | México |
| Final de Ascenso 2007-08    | Indios      | México |
| Copa México Clausura 2015   | Club Puebla | México |
| Copa México Apertura 2016   | Querétaro   | México |
| Supercopa de México 2016-17 | Querétaro   | México |

### Campeonato internacional
| Título                                | Club    | País   |
| ------------------------------------- | ------- | ------ |
| Copa de Campeones de la Concacaf 2002 | Pachuca | México |